# Phaeosphaeria sowerbyi
Phaeosphaeria sowerbyi är en svampart som först beskrevs av Karl Wilhelm Gottlieb Leopold Fuckel, och fick sitt nu gällande namn av L. Holm 1957. Phaeosphaeria sowerbyi ingår i släktet Phaeosphaeria och familjen Phaeosphaeriaceae.  Arten är reproducerande i Sverige. Inga underarter finns listade i Catalogue of Life.